# Zoológico de Islamabad
El Zoológico de Islamabad (en urdú: اسلام آباد چڑیا گھر; previamente llamado Zoológico de Marghazar, es un parque zoológico de 33 hectáreas (88 acres) en el territorio capital de Islamabad. Fue inaugurado en 1978, y está bajo la administración de la Autoridad de Desarrollo de la Capital de Pakistán. 
El zoológico se inició en 1978 como un refugio para los leopardos, ciervos manchados, y la gacela india de la región. Pronto ganó popularidad y se convirtió en una parte del jardín japonés. Un aviario se construyó más tarde. La Autoridad de Desarrollo de la Capita ideó un plan en agosto de 2008 para mejorar y ampliar el zoológico como un área recreativa y un santuario de vida silvestre. El costo estimado del proyecto es de 1407,8 millones de rupias pakistaníes.